# 金蓮社
金蓮社（越南语：／）是越南乂安省下辖的一个社。原属于乂安省南坛县，2025年改由乂安省直辖。
位于藍江右岸，越南共产党领导人胡志明的出生地和成长地。当地有介绍胡志明的金蓮博物馆。